# 청계천 (영화)
"청계천"은 1965년 공개된 대한민국의 영화이다.

## 배역
- 신영균
- 문정숙
- 허장강
- 양훈
- 박암
- 이룡
- 윤인자
- 주연
- 최난경